# Nicolás Varrone
Nicolás Varrone (Buenos Aires, 6 novembre 2000) è un pilota automobilistico argentino, ha vinto una volta la 24 Ore di Daytona nella classe LMP3 (2023) e due volta la 24 Ore di Le Mans, nel 2023 nella classe GTE AM e nel 2024 nella classe LMP2.

## Carriera
Nel 2016 Varrone esordisce in monoposto correndo in patria nella Formula Renault 2.0 Argentina, due anni dopo, trasferitosi in Europa, ottiene la vittoria della V de V Challenge Monoplace. Nel 2019 prende parte alla BRDC British Formula 3, nella serie ottiene una vittoria a Spa-Francorchamps e chiudendo al diciassettesimo posto in classifica.
Dal 2020 il pilota argentino passa alle corse con vetture a ruote scoperte, l'anno seguente arriva terzo nella Le Mans Cup. L'anno seguente partecipa alla sua prima 24 Ore di Le Mans con il team Iron Lynx, inoltre ottiene la sua prima vittoria nella European Le Mans Series vincendo la 1000 km di Le Castellet. Sempre nel 2022 debutta nel Campionato IMSA guidando per il team FastMD Racing durante la 6 Ore di Watkins Glen.

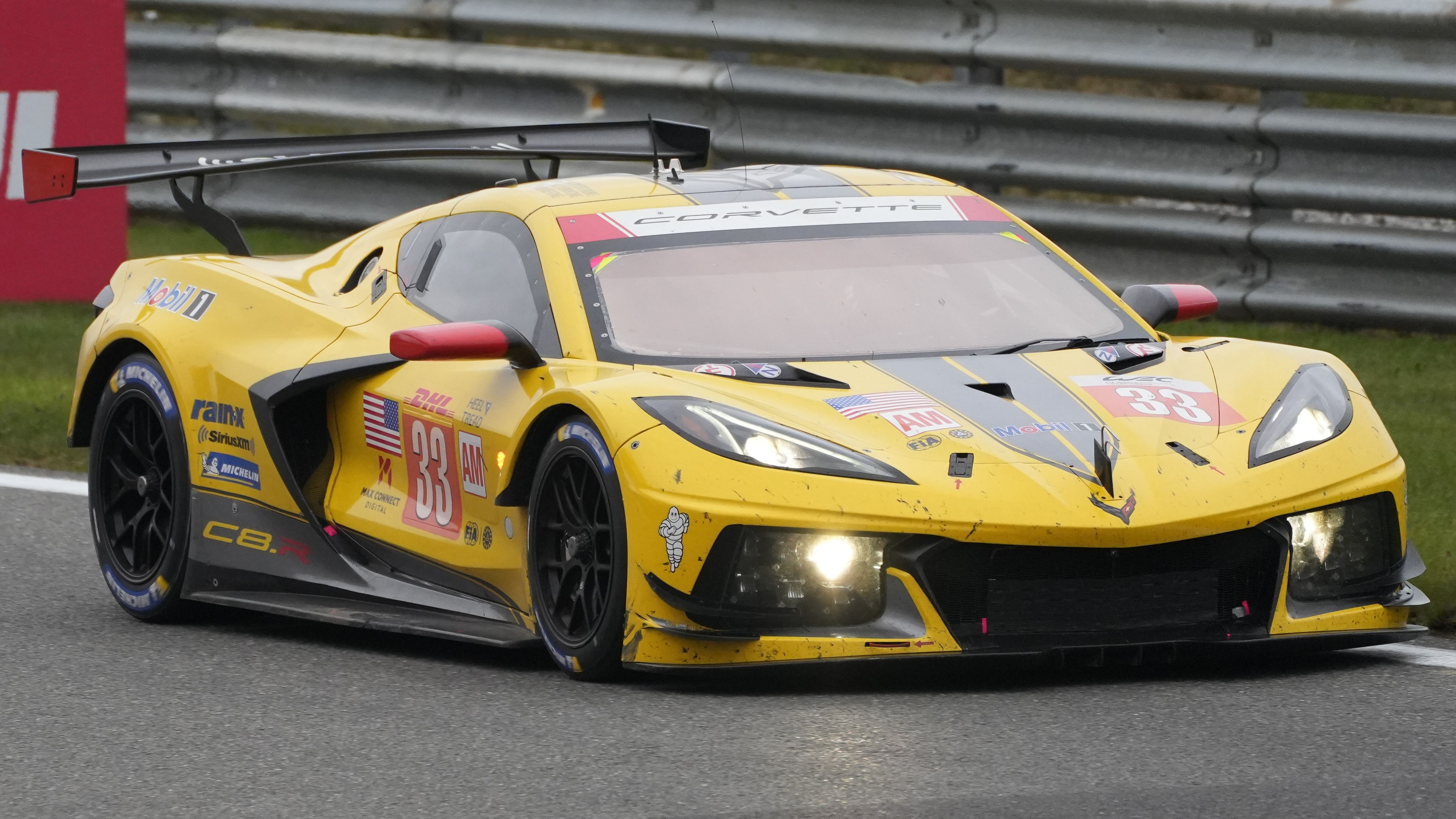
Nicolás Varrone durante la 6 ore di Spa 2023 con la Chevrolet Corvette C8.R

Nel gennaio del 2023 prende parte e vince la 24 Ore di Daytona nella Classe LMP3. Nel resto dell'anno viene ingaggiato dal team Corvette Racing guidando la Chevrolet Corvette C8.R nel Mondiale endurance nella classe GT Am. Con Nicky Catsburg e Ben Keating ottiene la vittoria nella 1000 Miglia di Sebring e nella 6 Ore di Portimão. Dopo il secondo posto alla 6 Ore di Spa arriva la vittoria nella 24 Ore di Le Mans. Nella 6 Ore di Monza grazie al quarto posto l'equipaggio si laurea campione con due corse d'anticipo.
Nel 2024 rimane legato alla Chevrolet correndo nella classe GTD del Campionato IMSA WeatherTech SportsCar. Inoltre prende parte ad alcune gare della European Le Mans Series con il team AF Corse.
Per la stagione 2025 Varrone torna nel WEC correndo con la Porsche 963 del team Proton Competition.

## Risultati

### Riassunto della carriera
| Stagione | Serie                                   | Team                        | Gare | Vittorie | Pole | GPV | Podi | Punti | Pos. |
| -------- | --------------------------------------- | --------------------------- | ---- | -------- | ---- | --- | ---- | ----- | ---- |
| 2016     | Formula Renault 2.0 Argentina           | MS Racing Car               | 4    | 0        | 0    | 0   | 0    | 15    | 27º  |
| 2017     | Formula Renault 2.0 Argentina           | MS Racing                   | 24   | 0        | 0    | 0   | 0    | 103   | 20º  |
| 2018     | V de V Challenge Monoplace              | Inter Europol Competition   | 4    | 1        | 3    | 2   | 3    | 546   | 1º   |
| 2018     | V de V Challenge Monoplace              | TS Corse                    | 10   | 5        | 10   | 6   | 8    | 546   | 1º   |
| 2018     | Fórmula Renault 2.0 Argentina           | MS Racing                   | 14   | 0        | 0    | 0   | 0    | 107   | 18º  |
| 2018     | TC2000 Championship                     | Riva Racing                 | 1    | 0        | 0    | 0   | 0    | 0     | NC   |
| 2019     | BRDC British Formula 3                  | Hillspeed                   | 9    | 1        | 0    | 0   | 2    | 109   | 17º  |
| 2020     | International GT Open                   | Team Lazarus                | 1    | 0        | 0    | 0   | 0    | 0     | NC   |
| 2020     | Le Mans Cup - LMP3                      | Rinaldi Racing              | 1    | 0        | 0    | 0   | 0    | 10    | 24º  |
| 2020     | BRDC British Formula 3                  | Chris Dittmann Racing       | 7    | 0        | 0    | 0   | 0    | 58    | 20º  |
| 2021     | GT World Challenge Europe Endurance Cup | Rinaldi Racing              | 1    | 0        | 0    | 0   | 0    | 0     | NC   |
| 2021     | Le Mans Cup - LMP3                      | Rinaldi Racing              | 7    | 0        | 0    | 0   | 2    | 68    | 3º   |
| 2022     | European Le Mans Series - GTE           | Rinaldi Racing              | 6    | 1        | 1    | 0   | 1    | 39    | 11º  |
| 2022     | Campionato IMSA - LMP3                  | FastMD Racing               | 1    | 0        | 1    | 0   | 0    | 315   | 29º  |
| 2022     | 24H GT Series - GT3                     | Wochenspiegel Team Monschau | 1    | 1        | 0    | 1   | 1    | 0     | NC   |
| 2022     | 24 Ore di Le Mans - GTE Am              | Iron Lynx                   | 1    | 0        | 0    | 0   | 0    | N/A   | 17º  |
| 2023     | Asian Le Mans Series - LMP3             | WTM by Rinaldi Racing       | 4    | 0        | 4    | 1   | 1    | 31    | 5º   |
| 2023     | Mondiale endurance - GTE AM             | Corvette Racing             | 5    | 3        | 1    | 0   | 4    | 145*  | 1º   |
| 2023     | 24 Ore di Le Mans - GTE AM              | Corvette Racing             | 1    | 1        | 0    | 0   | 0    | -     | 1º   |
| 2023     | Campionato IMSA - LMP3                  | AWA                         | 2    | 1        | 0    | 0   | 1    | 304*  |      |
| 2023     | 24 Ore di Daytona - LMP3                | AWA                         | 1    | 1        | 0    | 0   | 0    | -     | 1º   |

* Stagione in corso.

### Risultati nel ELMS
| Anno    | Squadra        | Classe | Vettura             | PAU | IMO | MON | BAR | SPA | POR | Punti | Pos. |
| ------- | -------------- | ------ | ------------------- | --- | --- | --- | --- | --- | --- | ----- | ---- |
| 2022    | Rinaldi Racing | LMGTE  | Ferrari 488 GTE Evo | 1   | Rit | 6   | 9   | 10  | 9   | 39    | 11º  |
| Legenda |                |        |                     |     |     |     |     |     |     |       |      |

### Risultati 24 ore di Le Mans
| Anno | Team               | Co-Piloti                      | Auto                    | Classe   | Giri | Pos. | Classe Pos. |
| ---- | ------------------ | ------------------------------ | ----------------------- | -------- | ---- | ---- | ----------- |
| 2022 | Iron Lynx          | Pierre Ehret Christian Hook    | Ferrari 488 GTE Evo     | GTE Am   | 324  | 53º  | 17º         |
| 2023 | Corvette Racing    | Ben Keating Nicky Catsburg     | Chevrolet Corvette C8.R | GTE Am   | 312  | 26º  | 1º          |
| 2024 | AF Corse           | Ben Barnicoat François Perrodo | Oreca 07-Gibson         | LMP2     | 297  | 18º  | 1º          |
| 2025 | Proton Competition | Neel Jani Nico Pino            | Porsche 963             | Hypercar | 383  | 13º  | 13º         |

### Risultati 24 ore di Daytona
| Anno | Team | Co-Piloti                                  | Auto               | Classe | Giri | Pos. | Classe Pos. |
| ---- | ---- | ------------------------------------------ | ------------------ | ------ | ---- | ---- | ----------- |
| 2023 | AWA  | Wayne Boyd Anthony Mantella Thomas Merrill | Duqueine M30 - D08 | LMP3   | 737  | 15º  | 1º          |

### Risultati WEC
| Anno    | Squadra            | Classe   | Vettura                 | SEB | ALG | SPA | LMS | MON | FUJ | BHR |     | Punti | Pos. |
| ------- | ------------------ | -------- | ----------------------- | --- | --- | --- | --- | --- | --- | --- | --- | ----- | ---- |
| 2023    | Corvette Racing    | GTE AM   | Chevrolet Corvette C8.R | 1   | 1   | 2   | 1   | 4   | 2   | 7   |     | 174   | 1°   |
| Anno    | Squadra            | Classe   | Vettura                 | QAT | IMO | SPA | LMS | SÃO | COA | FUJ | BHR | Punti | Pos. |
| 2025    | Proton Competition | Hypercar | Porsche 963             | 15  | 14  | Rit | 12  | 10  |     |     |     | 1*    |      |
| Legenda |                    |          |                         |     |     |     |     |     |     |     |     |       |      |

* Stagione in corso.

## Palmarès
- 1  24 Ore di Le Mans Classe LMGTE Am: (2023)
- 1  24 Ore di Le Mans Classe LMP2 : (2024)
- 1  24 Ore di Daytona Classe LMP3:(2023)
- 1  WEC Classe LMGTE Am: (2023)